# Quercus poilanei
Quercus poilanei Hickel & A.Camus – gatunek roślin z rodziny bukowatych (Fagaceae Dumort.). Występuje naturalnie w północnej części Tajlandii, Wietnamie oraz południowych Chinach (w regionie autonomicznym Kuangsi).

## Morfologia
PokrójZimozielone drzewo dorastające do 16 m wysokości.
LiścieBlaszka liściowa ma kształt od eliptycznego do odwrotnie jajowato eliptycznego. Mierzy 4–8 cm długości oraz 3–6 cm szerokości, jest całobrzega lub piłkowana przy wierzchołku, ma zaokrągloną nasadę i wierzchołek od spiczastego do ogoniastego. Ogonek liściowy jest nagi i ma 10–15 mm długości.
OwoceOrzechy o kulistym lub jajowato elipsoidalnym kształcie, dorastają do 15–20 mm długości i 13–15 mm średnicy. Osadzone są pojedynczo w kubkowatych miseczkach do 25–35% ich długości. Same miseczki mierzą 15–18 mm średnicy.

## Biologia i ekologia
Rośnie w wiecznie zielonych lasach. Występuje na wysokości do 1300 m n.p.m. Kwitnie  i owocuje w kwietniu.